# Bang-bang
Pour les articles homonymes, voir Bang Bang.
Ne doit pas être confondu avec Bang Bang (film).
Pour plus de détails, voir Fiche technique et Distribution.
Bang-bang est un film français réalisé par Serge Piollet, réalisé en 1966 et sorti en 1967. Il met en scène la chanteuse yéyé Sheila dans son premier rôle au cinéma. 

## Synopsis
À la mort de son oncle (Guy Lux), la jeune Sheila hérite de la direction d'une agence de détectives privés. Après une formation en Angleterre, elle est chargée de sa première mission : retrouver Geneviève (Gaia Germani), l'amante de Robert Vaucamu (Jean Yanne).

## Fiche technique
- Titre : Bang-Bang
- Autre(s) titre(s) : O l'Ammazzo, O la sposo (Italie)
- Réalisation : Serge Piollet, assisté de Fernando Cerchio et Franco Sormani
- Scénario et Adaptation : Marie-Hélène Bourquin et Albert Simonin
- Production : Jacques Bar et Robert Velin / Cité-Films (Paris) / Filmes Cinematografica (Rome)
- Distributeur : Valoria Films (France)
- Musique : Claude Carrère (arrangements de Sam Clayton)
- Enregistrement musique : Studio Davout
- Chansons : "L'Heure de la Sortie" et "Tu es toujours près de moi" interprétées par Sheila (publiées sur 45 tours Philips 437.270[1])
- Chorégraphie : Arthur Plasschaert
- Photographie : Jean-Marie Périer et Marcel Dole
- Image : Marc Champion (SCOPE)
- Cadreur : Pierre Goupil
- Son : Pierre-Louis Calvet
- Montage : Marie-Sophie Dubus, assistée de Janine Boublil, Dominique Caseneuve et Paolo Wochicievic
- Décors : Jacques Gut et Jacques Paris, assistés de Giuseppe Bassan
- Costumes : La Boutique de Sheila
- Coiffures : Irène Servet (Sheila est coiffée par Hélène de chez Jacques Dessange)
- Lieu de tournage : Île de Bendor, face à Bandol (France/Var) et au château de Lignères (France/Charente) (propriétés de l'industriel Paul Ricard depuis 1950).
- Pays d'origine : France et Italie
- Langue: Français
- Format : Couleur (Eastmancolor) FranceScope
- Genre : Comédie
- Durée : 95 minutes
- Date de sortie : 1er février 1967 (province), 19 mai 1967 (Paris)
- Visa d'exploitation : 31955[2]

## Distribution
- Sheila -  Sheila
- Brett Halsey - Inspecteur Dan
- Gaia Germani - Geneviève
- Franco Fabrizi - Mario Raffaelli
- Jean Yanne - Robert Vaucamu alias 'Bob la Rafale'
- Jean Richard - Paulo
- Guy Lux - Guy Descartes, l'oncle de Sheila
- Catherine Lafond - Clara, l'amie anglaise
- Charles Millot - Igor, l'homme de main de Mario
- André Valardy - Le professeur d'anthropologie allemand
- Gérard Majax - Le professeur de pickpocket
- Hubert Deschamps - Le client mécontent
- Marc Dudicourt - Le notaire
- Pierre Julien - Un gangster
- Jean-François Rémi - Le chef des services secrets
- Frédérique Evin - Miss Cooper, l'assistante de Miss Pickington
- Olga Valery - Miss Pickington
- Roger Lafond - Professeur de panache à la française
- Michel Seldow - Professeur Charley, illusionniste
- Janet Woollacott - une danseuse

## A propos
Ce film devait d'abord s'appeler successivement Les Aventures de Sheila, Opération tendresse, Première mission, ou encore Poursuite-Party. Au vu du succès à l'époque de la chanson Bang-Bang interprétée par Sheila, Claude Carrère décida finalement d'appeler ainsi ce film.